# Khujjuttara
Khujjuttarā fue una de las discípulas laicas (pali: upasika, savaka) más destacadas (sánscrito: agra, pali: agga) del Buda
Según los comentarios del Canon Pali, Khujjuttarā era una sirvienta de una de las reinas del rey Udena de Kosambi llamada Samavati. Dado que la reina no podía ir a escuchar al Buda, envió a Khujjuttarā, quien fue en su lugar y se volvió tan hábil que pudo memorizar las enseñanzas y enseñar a la reina y a sus 500 damas de compañía. A partir de estos discursos del Buda, Khujjuttarā, la reina Samavati y las 500 damas de compañía de la reina todos obtuvieron el fruto (pali: phalla) del primer estadio de Iluminación ("entrante en el flujo", pali: Sotapanna).
En el propio Canon Pali, la reputación de Khujjuttarā se menciona en el SN 17.24, titulado "La hija única", donde el Buda afirma que las fieles discípulas laicas deberían instar a sus amadas hijas de la siguiente manera:
"Querida, deberías ser como Khujjuttarā la seguidora laica y Velukandakiyā, la madre de Nanda, ya que este es el estándar y criterio para mis discípulas que son seguidoras laicas, es decir, Khujjuttarā, la seguidora laica y Velukandakiyā, la madre de Nanda".
Una referencia similar se hace en AN 4.18.6 Además, en AN 1.14, versículo 260, el Buda declara que Khujjuttarā es su discípula laica "más erudita".
El libro del Khuddaka Nikaya, Itivuttaka, una colección de 112 discursos breves, se atribuye al recuerdo de Khujjuttara sobre los discursos del Buda.